# Igreja de Nossa Senhora do Rosário dos Pretos (Natal)

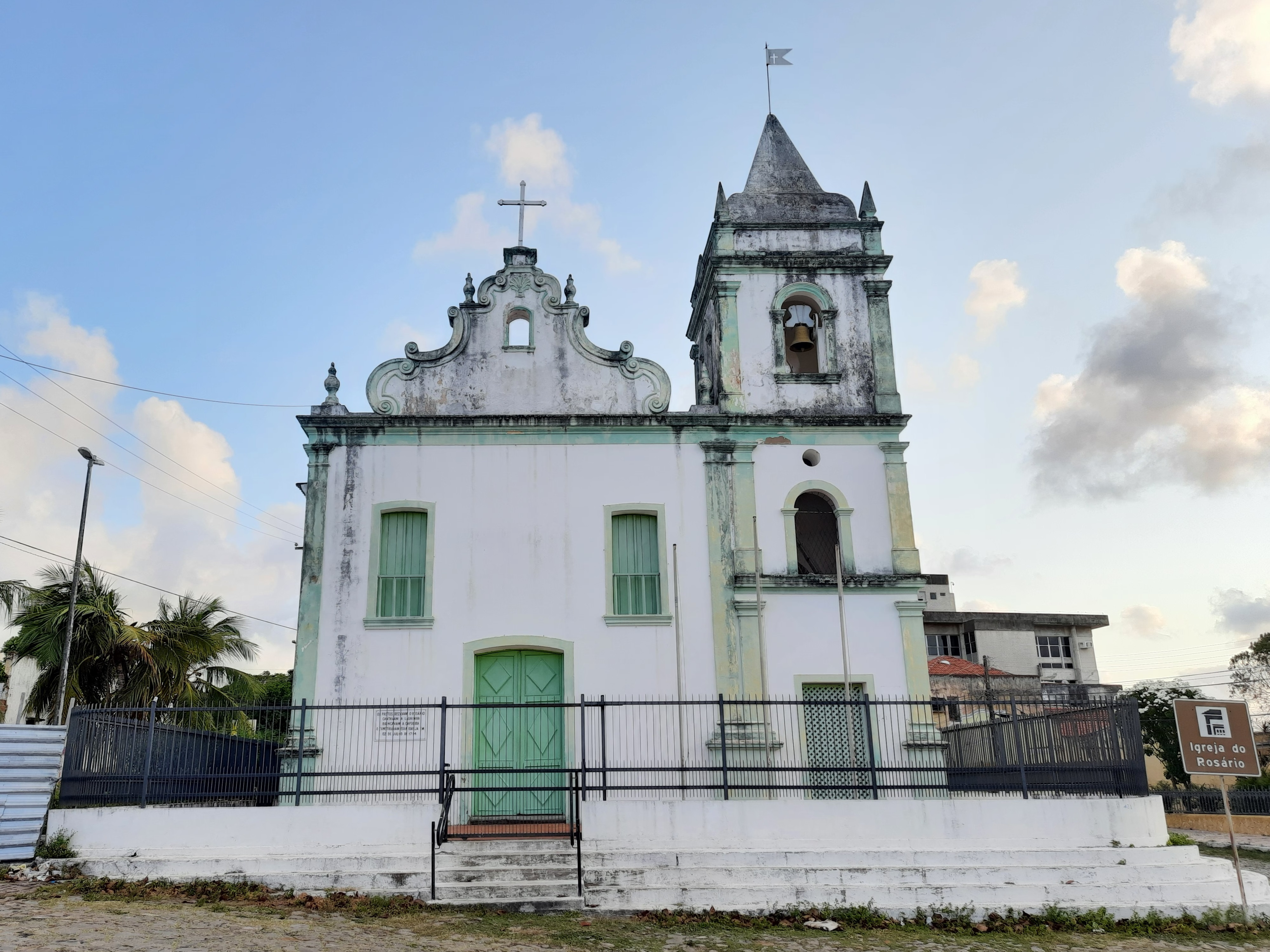
Fachada da igreja

A Igreja de Nossa Senhora do Rosário dos Pretos é o segundo templo religioso da Igreja Católica mais antigo da cidade de Natal, capital do estado do Rio Grande do Norte, datando do início do século XVIII. Está localizada na Cidade Alta, mas já próxima à Ribeira. Foi tombada pelo Governo Estadual em 1988, quando foi também restaurada, ganhando novamente suas feições originais.
Ao longo do período colonial, a Igreja Católica no Brasil esteve submetida ao governo português. Apesar disto, ela também se voltou aos escravos brasileiros, especialmente em estados como Bahia, Pernambuco, Minas Gerais e Rio de Janeiro, que possuíam maior número de negros escravizados, onde se proliferaram irmandades e igrejas consagradas à Nossa Senhora do Rosário, sua protetora. No Rio Grande do Norte, apesar da reduzida população de escravos, o mesmo padrão devocional se repetiu.
A Igreja de Nossa Senhora do Rosário dos Pretos foi finalizada entre 1713 e 1714, de acordo com o historiador Câmara Cascudo. O mesmo historiador cita a construção de um cruzeiro (tal qual se fazia nos sertões) na frente da igreja. 
A Igreja do Rosário é uma reitoria pertencente à Igreja Matriz de Nossa Senhora da Apresentação (Concatedral de Natal). 